# 莱沙特利耶
莱沙特利耶（法語：Les Châteliers，法語發音：[le ʃatəlje]）是法国德塞夫勒省的一个市镇，属于帕尔特奈区。该市镇于2019年1月1日由原市镇库蒂耶尔和尚特科尔合并而成，行政中心位于库蒂耶尔。

## 地理
莱沙特利耶（46°27'4"N, 0°7'5"W）面积26.42 平方千米，位于法国新阿基坦大区德塞夫勒省，该省份为法国西部内陆省份，北起曼恩-卢瓦尔省，西接旺代省，南至夏朗德省和滨海夏朗德省，东临维埃纳省。
与莱沙特利耶接壤的市镇（或旧市镇、城区）包括：沃斯鲁、瓦勒、梅尼古特、丰佩龙、埃克西勒伊、克拉韦、雷法讷。
莱沙特利耶的时区为UTC+01:00、UTC+02:00（夏令时）。

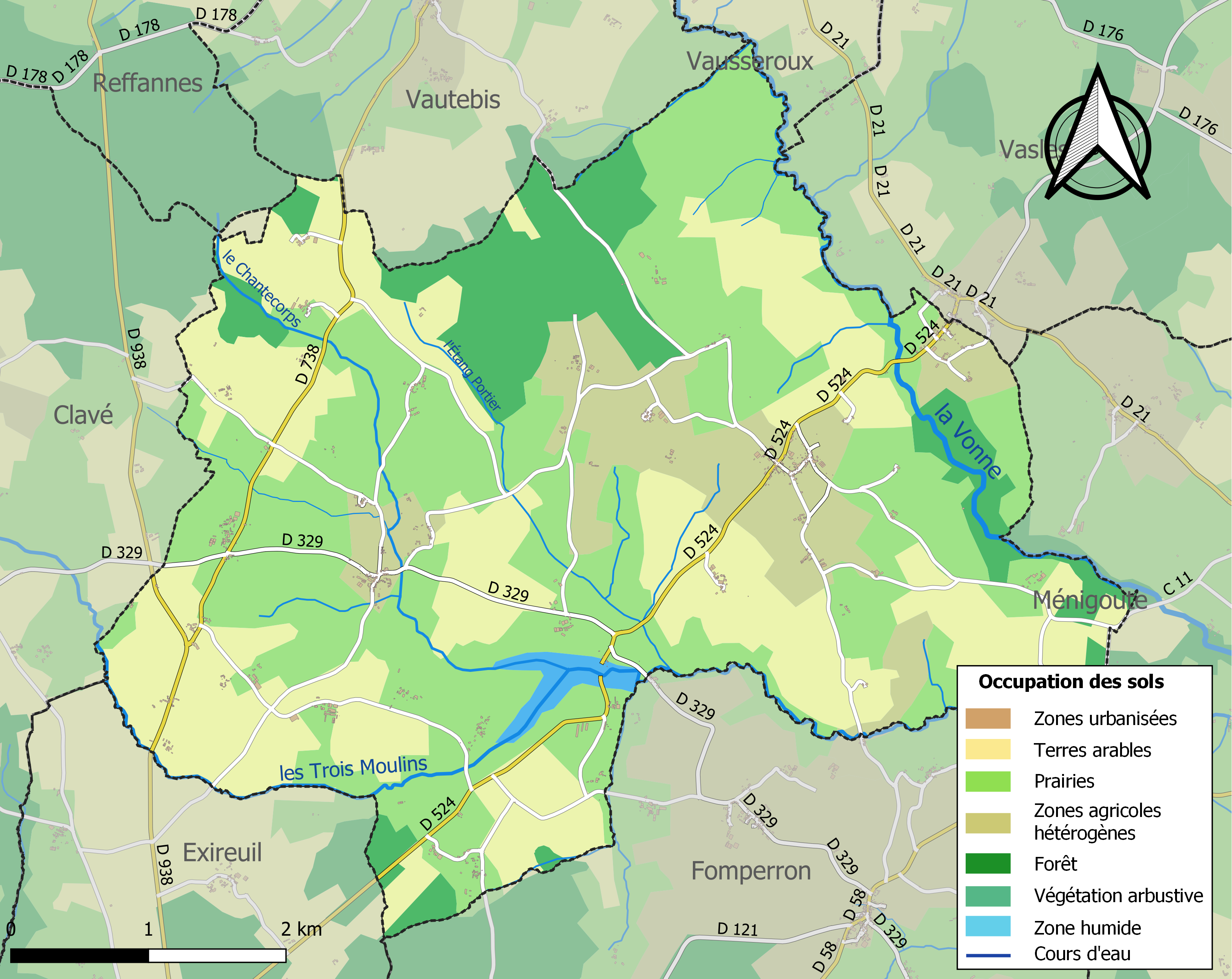
莱沙特利耶的OSM定位图

## 行政
莱沙特利耶的邮政编码为79340，INSEE市镇编码为79105。

## 政治
莱沙特利耶所属的省级选区为拉加蒂讷县。

## 人口
莱沙特利耶于2022年1月1日时的人口数量为452人。